# クリプトコッカス症

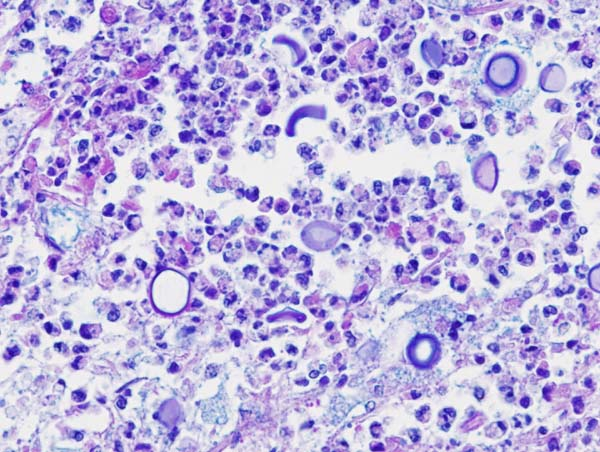
クリプトコッカス症患者のPAS染色像

クリプトコッカス症（クリプトコッカスしょう、英: cryptococcosis）とはクリプトコッカス属に属する酵母様真菌の感染を原因とする人獣共通感染症。ヒト、イヌ、ネコなどに感染する。主にCryptococcus neoformans（クリプトコッカス ネオフォルマンス）による呼吸器症状が認められる。クリプトコッカス属は空気中や土壌、植物などの環境中に広く分布する。
本症の原因菌であるC.neoformansやC.gattiiは、通常の免疫状態では感染個体の免疫機能によりその増殖が抑えられるが、AIDSの発症患者や長期のコルチコステロイド療法を実施した場合等、免疫機能の低下した条件下においては病原性を発揮する。
このことから、本症は免疫機能低下状態において発生することがある日和見感染症の一例であり、AIDS指標疾患としても知られている。

## 臨床所見
100万人につき年間2人- 9人の患者発生率で、致命率は約12％。アメリカ合衆国では、患者の85％が、HIV感染者から発生している。

### 症状
病原体を吸い込み、肺で感染することが多いが、不顕性感染の場合もある。
鼻汁の排泄、鼻孔に肉芽腫。病原体が肺から移動し、髄膜炎、脳炎を起こす。クリプトコッカス性髄膜炎の症状は、頭痛、発熱、無気力、昏睡、人格変化、記憶障害。

### 診断
分泌物などの検査材料に墨汁染色を施し、莢膜を有する酵母様真菌を確認する。
組織と体液（血液、髄液）からの抗体検出を行う。

### 治療
アムホテリシンB、フルコナゾールなどの抗真菌剤を用いる。